# Ajin
Ajin (Nhật: 亜人 (Á nhân) Hepburn: Ajin) là một bộ manga Nhật Bản được viết kịch bản bởi Tsuina Miura và vẽ minh họa bởi Sakurai Gamon. Bộ truyện được chuyển thể thành bộ phim điện ảnh anime ba phần bởi Polygon Pictures, phát hành từ tháng 11 năm 2015 đến tháng 9 năm 2016. Bộ anime truyền hình cũng sản xuất bởi Polygon Pictures được phát sóng từ tháng 1 đến tháng 4 năm 2016, mùa 2 bắt đầu phát sóng từ tháng 10 đến tháng 12 năm 2016. Phim người đóng được phát hành vào ngày 30 tháng 9 năm 2017.